# Бутулис, Бенно
Бенно Бутулис (латыш. Benno Butulis; р. 26 июля 1985 года, Рига, Латвия) — латвийский шашист (международные шашки), бронзовый призёр командного чемпионата мира (2005), бронзовый призёр чемпионата Европы среди команд в составе сборной Латвии. На Чемпионате Латвии по международным шашкам: серебро (2003), (2011), бронза (2004), (2014). Участник Чемпионат Европы по международным шашкам среди мужчин  (2008 — 20 место, 2014 — 29 место). Победитель этапа Кубка мира 2013 года «Golden Prague». Занял наивысшее место в рейтинге (2271) на 01.10.2017.
Международный мастер. Выступает за клуб Rīgas Skolēnu pils.
FMJD-Id: 10899.